# Julius Petschek
Julius Petschek (14. března 1856, Kolín – 22. ledna 1932, Praha) byl český německy mluvící podnikatel a bankéř židovského původu. Společně s bratrem Ignazem Petschkem patřil mezi nejbohatší podnikatele první Československé republiky. Jejich společný podnik vytvořený ve 20. letech 20. století kontroloval téměř polovinu evropské těžby hnědého uhlí.

## Život

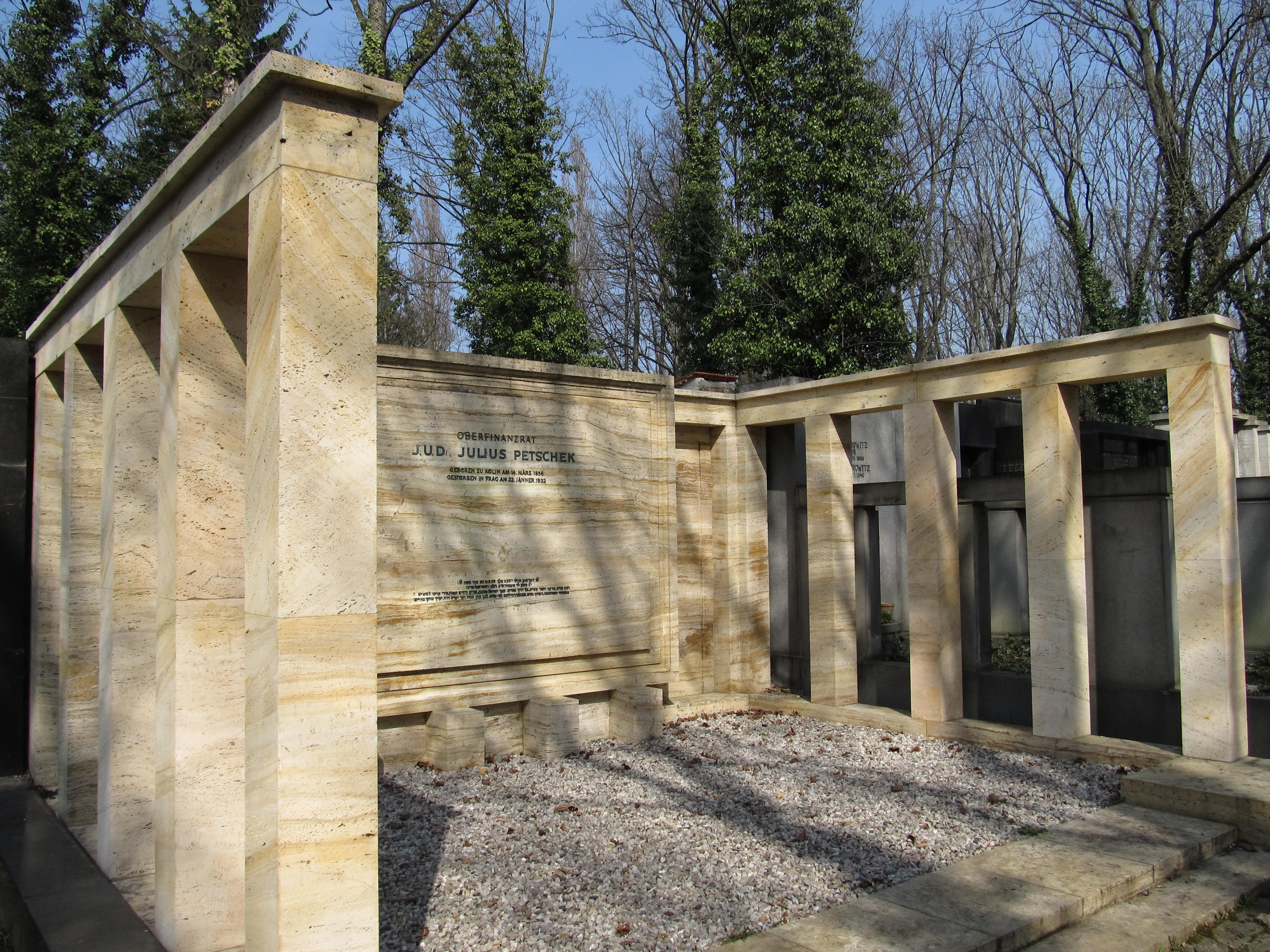
Hrobka Julia Petschka na židovském hřbitově na Olšanech

Narodil se Kolíně v rodině židovského obchodníka Mosese Petschka (1822-1888), který zahájil trvalý vzestup rodiny roku 1871 koupí akcií nově založené Mostecké uhelné společnosti. Po úspěšných studiích na Právnické fakultě Univerzity Karlovy začal v roce 1878 pracovat na finanční prokuratuře, kde pracoval až do roku 1906. Poté působil ve vedení Anglo-rakouské (později Anglo-československé) banky a na burze množil rodinný majetek. Investoval také v uhelném, papírenském a sklářském průmyslu, ovládal například Mosteckou uhelnou.
V listopadu 1920 založil se svým synem Waltrem a syny bratra Isidora vlastní bankovní dům Petschek a spol. (Bankhaus Petschek & Co.), pro který později nechal postavit jako sídlo Petschkův palác. Začal také více spolupracovat s bratrem Ignazem, sídlícím v Ústí nad Labem, se kterým se dříve střetával v uhelném průmyslu. I za pomoci silné koruny mohutně expandovali do Německa, kde postupně ovládli až 30 % těžby. Díky poválečné německé inflaci pronikli i do průmyslu papírenského, sklářského, textilního, farmaceutického a dalších, přičemž část výroby byla v Maďarsku a v Jugoslávii. Neztratili ani za hospodářské krize. Stárnoucí Julius postupně přenechával správu celého společného majetku pražské linie rodu Petschků svému synovci Ottovi, který se postavil do čela bankovního domu Petschek a spol.
S manželkou Bertou, rozenou Robitschekovou měl syna a dvě dcery. Pro jeho druhorozenou dceru Marianne Gellertovou-Petschkovou byla postavena tzv. Třetí Petschkova vila. Kromě podnikání Julius také podporoval sportovní a kulturní aktivity pražských Němců, byl například velkým podporovatelem Nového německého divadla.